# Сцена-молот
Сцена-Молот — пермский театр, открытый в 2009 году Эдуардом Бояковым.

## История театра
Театр нового времени «Сцена-Молот» открылся в Перми 11 декабря 2009 года. Арт-директором театра стал руководитель московского театра «Практика» Эдуард Бояков. Главный режиссёр — Дамир Салимзянов. Идею с названием «Сцене-Молот» подсказал пермский филолог Владимир Абашев. Старая Пермь фактически стоит на гигантском молоте. Его чугунные останки закопаны на территории Мотовилихинских заводов.
Театр является организатором трех фестивалей: поэтический фестиваль «СловоNova», фестиваль театра для детей «Большая перемена», фестиваль театра и кино о современности «Текстура». В 2010 году на фестивале «СловоNova» театр представил два поэтических спектакля по стихам московских и пермских поэтов: «От тебя, Москва, ломит все тело» и «Про Пермь» по стихам московских и пермских поэтов. В 2014 году впервые был проведен фестиваль «Арт-каникулы».
В 2012 году театр изменил свой формат и стал экспериментальной сценой и лабораторией молодой режиссуры «Театр-театра».

## Репертуар
- «Чукчи» (П. Пряжко, реж. Ф. Григорьян)
- «Собиратель пуль» (Ю. Клавдиев)
- «Заsада» (Ю. Клавдиев, реж. Ю. Муравицкий)
- «Агата возвращается домой» (текст — Линор Горалик, реж. Э. Бояков, Ф. Григорьян)
- «Черные костюмы» (стихи Елены Фанайловой, реж. Э. Бояков)
- «Стихи о любви» (стихи Веры Полозковой, реж. Э. Бояков, Е. Шевелева)
- «Коммуниканты» (Д.Ретров, реж. В.Агеев)
- «Наташина мечта» (Я.Пулинович, реж. Д.Салимзянов)
- «Где-то и около» (А.Яблонская, реж. Д.Салимзянов)
- «Кастинг» (Г. Греков, Ю. Муравицкий, реж. А. Барашков)
- «Жара» (Н. Мошина, реж. Д. Салимзянов, Я. Колчанов)
- «ЧЕЛОВЕК.Doc. Красилка поэта Андрея Родионова» (реж Б.Павлович)
- «Просто игра» (реж. Д. Салимзянов)